# La Cuba
La Cuba es un municipio de la provincia de Teruel, en Aragón, España. Cuenta con una población de 63 habitantes (INE 2009) y tiene una extensión de 6,51 km². Su castillo y su término fueron comprados por los tutores de Narciso de Olzinelles y Fluvià, a Marti Viñals, oficial eclesiástico del arzobispo de Zaragoza el 26 de octubre de 1700.

## Masías
En el término municipal de La Cuba existen cuatro masías, hoy deshabitadas, Más de Ferrer, Más de Moragues, Mas de Sorolla y Mas de Pelegrino. Podemos considerar también como masías (de menor categoría o masicos) el Mas de Tordas, la Tejería de Cutanda, el Masico Moros y el Masico del Garcho de Pelegrino, aunque estén englobadas en otras o abandonadas/derruidas hace tiempo.

## Demografía
La Cuba cuenta con una población de 50 habitantes (INE 2024).
| Gráfica de evolución demográfica de La Cuba entre 1842 y 2021                                                                                                |
| |
| Población de derecho según los censos de población del INE Población de hecho según los censos de población del INEEn este censo se denominaba La Cuva: 1842 |

| Nacionalidad | Hombres | Mujeres | Total | %     | Proporción |
| ------------ | ------- | ------- | ----- | ----- | ---------- |
| Española     | 13      | 12      | 25    | 59.5% |            |
| Extranjera   | 12      | 5       | 17    | 40.4% |            |

| País        | Hombres | Mujeres | Total | %     | Proporción |
| ----------- | ------- | ------- | ----- | ----- | ---------- |
| Rumania     | 6       | 3       | 9     | 52.9% |            |
| Marruecos   | 3       | 0       | 3     | 17.6% |            |
| Portugal    | 1       | 2       | 3     | 17.6% |            |
| Reino Unido | 1       | 0       | 1     | 5.9%  |            |
| Uruguay     | 1       | 0       | 1     | 5.9%  |            |

## Administración y política
| Período   | Alcalde                 | Partido |  |
| --------- | ----------------------- | ------- |  |
| 1979-1983 | Jerónimo Carceller Royo | UCD     |  |
| 1983-1987 |                         |         |  |
| 1987-1991 |                         |         |  |
| 1991-1995 |                         |         |  |
| 1995-1999 |                         |         |  |
| 1999-2003 |                         |         |  |
| 2003-2007 |                         |         |  |
| 2007-2011 |                         |         |  |
| 2011-2015 | Félix Marín Andrés      | PSOE    |  |

| Partido político    | Partido político                                   | 2003   | 2007   | 2011   | 2015   |
| Partido político    | Partido político                                   | Ediles | Ediles | Ediles | Ediles |
|                     | Partido de los Socialistas de Aragón (PSOE-Aragón) | —      | 1      | 2      | 2      |
|                     | Partido Popular de Aragón (PP)                     | 1      | —      | 1      | 1      |
|                     | Partido Aragonés (PAR)                             | —      | —      | —      | —      |
| Total de concejales | Total de concejales                                | 1      | 1      | 3      | 3      |

## Costumbres y gastronomía
Una costumbre de este pueblo es el baile llamado "Las Vueltas". Se realiza en torno al ayuntamiento en la plaza del pueblo. En este baile, los hombres con su pareja bailan alrededor de la plaza. 
Una de las particularidades gastronómicas que destacan es "la Carne a la Pastora", cocido de patatas con trozos de carne y condimientos normales, esto va acompañado de un vino, coñac o aguardiente.
También es típico en toda la comarca del Maestrazgo las "coquetas" rellenas de cabello de ángel o de confitura de calabaza, o "los mostachones" que son unas pastas redondas como galletas que se toman en el desayuno o con vino dulce.

## Fiestas

### Fiestas de San Cristóbal
El sábado, a las 12 de la noche, se corre un toro embolado en la plaza del pueblo. El domingo, a las 12 del mediodía, se celebra una misa en la ermita de San Cristóbal por el Obispo de Barbastro-Monzón e hijo de la Cuba, Alfonso. El domingo, a las 17:00 h se realiza la suelta de vaquillas.
Durante la semana de celebración de las fiestas existen actos culturales como exposiciones fotográficas, actuaciones de grupos de teatro, proyecciones cinematográficas, grupo de jota, concursos etc.

### Fiestas de Santa Brígida
Se celebra el primer fin de semana de febrero, normalmente con un intenso frío. Se prende fuego a una gran hoguera en la plaza del pueblo y se asa carne y sardina para todo el mundo. 
La estrella de la fiesta es el zarpeo del gallo a caballo de burros. El origen de esta fiesta, unida a leyendas y profundas tradiciones, está unido a los orígenes de La Cuba como municipio.